# NGC 1299
NGC 1299 ist eine Spiralgalaxie vom Hubble-Typ Sb im Sternbild Eridanus am Südsternhimmel. Sie ist schätzungsweise 103 Millionen Lichtjahre von der Milchstraße entfernt und hat einen Scheibendurchmesser von etwa 35.000 Lj.
Das Objekt wurde am 27. Januar 1785 von dem Astronomen William Herschel entdeckt.